# Фен-ле-Монбар
Фен-ле-Монба́р (фр. Fain-lès-Montbard) — коммуна во Франции, находится в регионе Бургундия. Департамент коммуны — Кот-д’Ор. Входит в состав кантона Монбар. Округ коммуны — Монбар.
Код INSEE коммуны — 21259.

## Население
Население коммуны на 2010 год составляло 301 человек.
| 1962 | 1968 | 1975 | 1982 | 1990 | 1999 | 2010 |
| ---- | ---- | ---- | ---- | ---- | ---- | ---- |
| 115  | 130  | 184  | 364  | 341  | 299  | 301  |

## Экономика
В 2010 году среди 177 человек трудоспособного возраста (15—64 лет) 121 были экономически активными, 56 — неактивными (показатель активности — 68,4 %, в 1999 году было 70,3 %). Из 121 активных жителей работали 112 человек (60 мужчин и 52 женщины), безработных было 9 (3 мужчин и 6 женщин). Среди 56 неактивных 9 человек были учениками или студентами, 36 — пенсионерами, 11 были неактивными по другим причинам.